# Leopoldo de Alpandeire
Leopoldo de Alpandeire (Alpandeire, Málaga, 24 de junio de 1864 - Granada, 9 de febrero de 1956), conocido popularmente como Fray Leopoldo, fue un fraile capuchino, declarado beato por la Iglesia católica el 12 de septiembre de 2010.
La mayor parte de su vida fue fraile limosnero por las calles de Granada, ciudad en la que era conocido por su generosidad hacia los necesitados y su disposición a ofrecerles consejo y comprensión. La devoción a este fraile se ha extendido considerablemente en el sur de España.

## Biografía

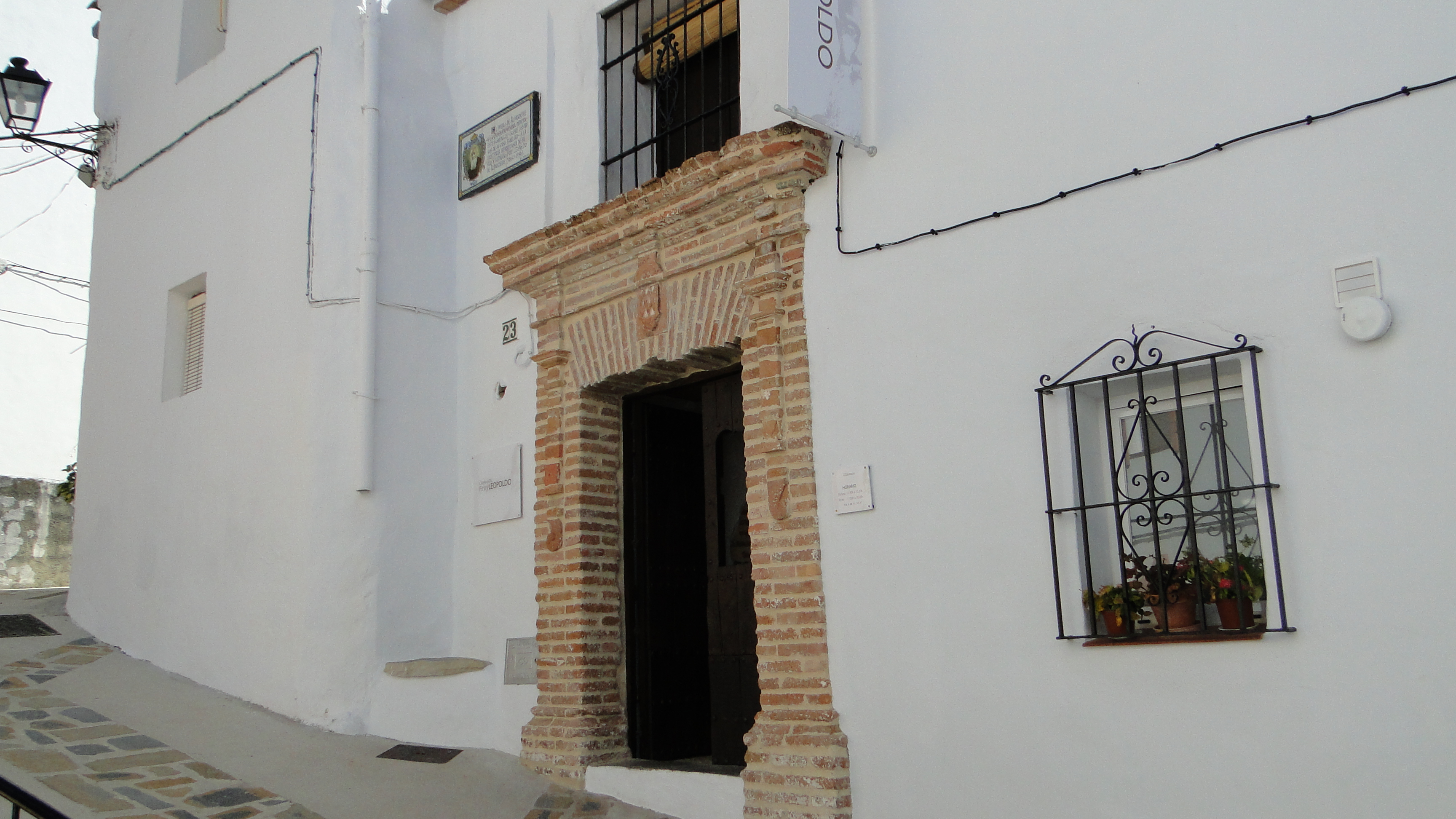
Alpandeire (Málaga), casa natal de Fray Leopoldo. Valle del Genal.

### Primeros años
Nació el 24 de junio de 1864 en la pequeña localidad de Alpandeire, pueblo situado en la comarca montañosa de la Serranía de Ronda, provincia de Málaga (España). Su verdadero nombre era Francisco Tomás de San Juan Bautista Márquez Sánchez.
Fue el mayor de cuatro hermanos, tres varones, uno de los cuales murió joven mientras realizaba el servicio militar en la guerra de Cuba, y una mujer. La familia, aunque de condición modesta, poseía tierras dedicadas al cultivo de cereales y almendros, así como algún ganado caprino. Ellos mismos cultivaban el terreno y realizaban las faenas agrícolas, siendo este trabajo su actividad principal.
Su instrucción escolar consistió únicamente en los estudios primarios que siguió en la escuela local sin mostrar capacidades especiales. Desde pequeño mostró inclinación hacia la religión; se sabe que a los diez años protagonizó un incidente que tuvo mucha repercusión entre sus convecinos: mientras se encontraba en el campo, al cuidado de un rebaño de cabras junto con otros niños, el cielo comenzó a nublarse amenazando tormenta. Surgieron varias ideas sobre la actitud que debían tomar. El futuro fray Leopoldo propuso refugiarse en una peña y rezar el rosario para solicitar la protección de la Virgen, mientras que otro de los pequeños no estaba de acuerdo y consideró preferible dirigirse hacia el pueblo lo antes posible, y así lo decidió. Finalmente todos se encaminaron juntos hacia Alpandeire sin implorar la protección de la Virgen, pero la marcha se vio interrumpida por un rayo que fulminó al joven que había propuesto el apresurado retorno, resultando muerto. Es posible que este suceso del que se habló largamente, influyera en su futura decisión de hacerse fraile.
Toda su infancia y juventud transcurrió en Alpandeire dedicado a faenas agrícolas, salvo el periodo de servicio militar (1887-1888), que realizó en el Regimiento de Infantería Pavía en Málaga.

### Ingreso en la Orden Capuchina
Decidió dedicarse a la vida religiosa después de haber oído predicar a dos capuchinos en la ciudad de Ronda (durante la beatificación de Diego José de Cádiz en 1894). Tras varios intentos que resultaron fallidos, ingresó en 1899 en calidad de postulante en el convento que poseía la orden capuchina en Sevilla. En 1900 emitió sus votos y recibió como nombre religioso el de fray Leopoldo de Alpandeire. Tras destinos sucesivos en Antequera, Granada y de nuevo Sevilla, el 21 de febrero de 1914 fue trasladado definitivamente al convento de Granada, donde residió durante 42 años.

### Su vida en Granada
Permaneció de forma ininterrumpida en esta ciudad entre 1914 y 1956. La mayor parte del tiempo desempeñó la función de fraile limosnero, lo cual le obligaba a recorrer la ciudad a pie y entrar en numerosas viviendas solicitando donativos.
Poco a poco su figura fue haciéndose popular, de modo que numerosas personas solicitaban su consejo o intermediación, empezándose a conocerlo como "el humilde limosnero de las tres Ave Marías", porque así eran las oraciones que dedicaba a quienes le pedían su bendición. Murió el 9 de febrero de 1956. Sus restos mortales descansan en la cripta de la iglesia de los Padres Capuchinos de Granada. En 2010 el Ayuntamiento de Granada lo nombró hijo adoptivo de la ciudad.

## Beatificación

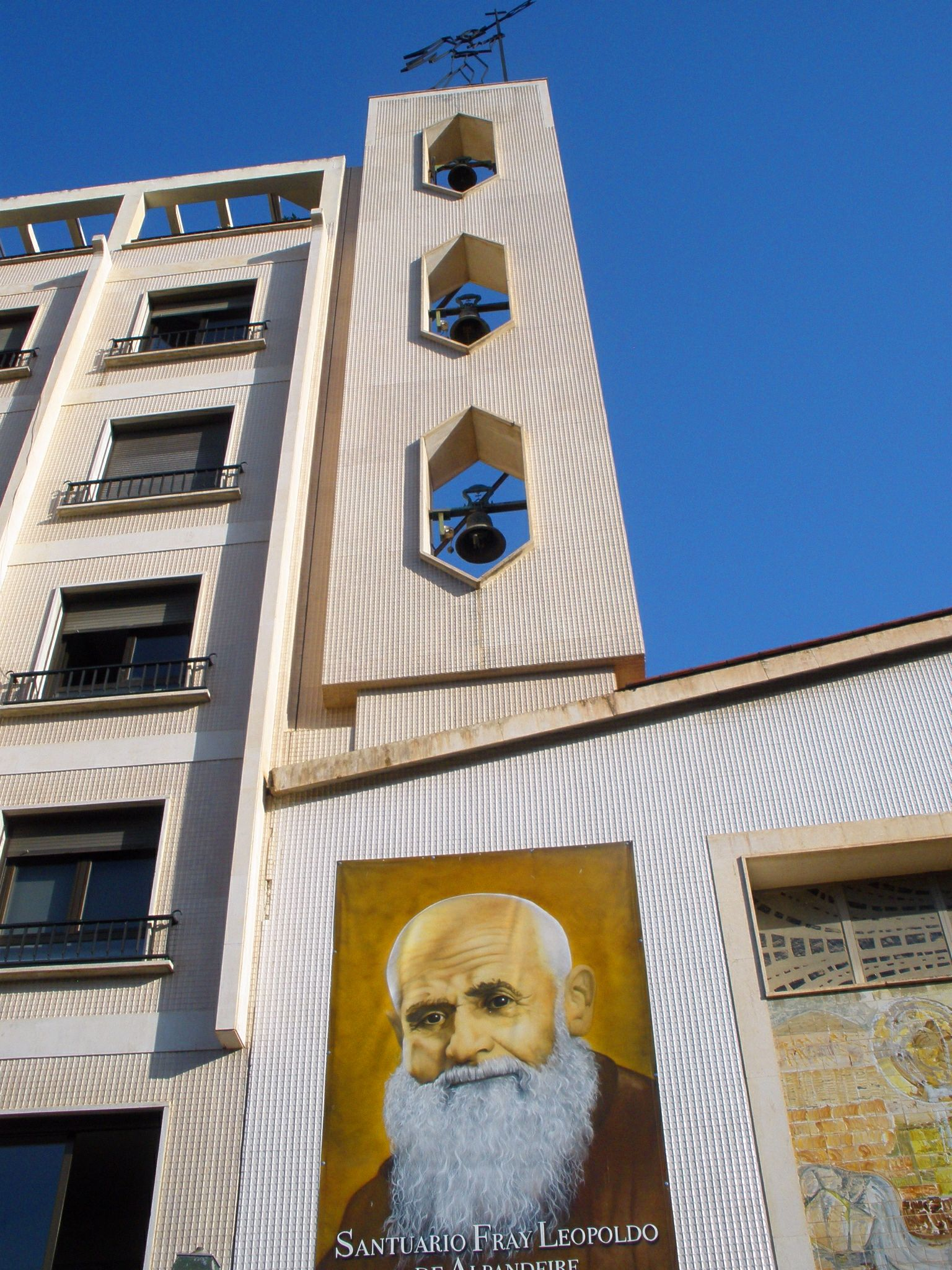
El Santuario Fray Leopoldo de Alpandeire, en Granada, en cuya cripta está inhumado el beato

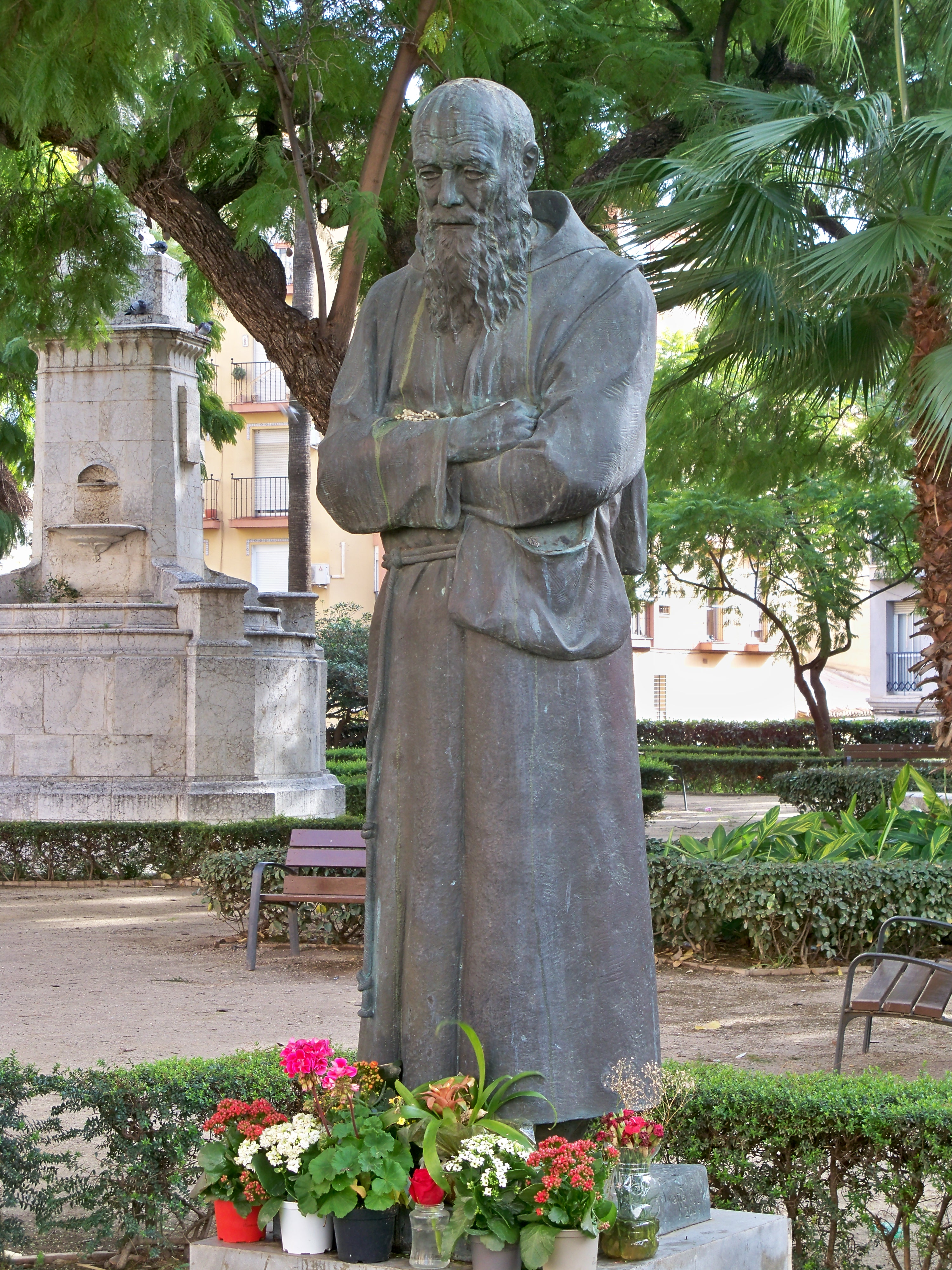
Monumento a Fray Lepoldo en su Málaga natal

Un tribunal de cinco médicos analizó en el Vaticano el caso de un enfermo que se curó por mediación del fraile capuchino. El tribunal emitió por unanimidad un informe favorable en febrero de 2009.
El 12 de septiembre de 2010 fue declarado de forma solemne beato, tras 49 años de espera, en una multitudinaria misa celebrada en nombre de Benedicto XVI por Angelo Amato, Prefecto de la Congregación para las Causas de los Santos, y que terminó con la firma del decreto por el Papa. Su beatificación fue realizada en la Base Área Militar de Armilla con la concelebración de Francisco Javier Martínez, arzobispo de Granada, Carlos Amigo Vallejo, cardenal y arzobispo emérito de Sevilla, Antonio Cañizares, prefecto de la Congregación del Culto Divino y el Superior de la Orden Capuchina.
Al acto asistieron entre 60.000 y 120.000 personas, según las distintas fuentes, que presenciaron la lectura de la misiva extendida por el papa Benedicto XVI, en la que se recoge la inclusión de Fray Leopoldo en el libro de beatos de la Santa Iglesia Católica. Tras dicha lectura por parte de Monseñor Amato, fue llevada a los altares la reliquia del Beato (metatarso del pie derecho) en un ostentorio realizado por el orfebre granadino Miguel Moreno.
Benedicto XVI al hablar de él dice que «testimonió el misterio de Jesucristo crucificado con el ejemplo y la palabra, al ritmo humilde y orante de la vida cotidiana y compartiendo y aliviando las preocupaciones de los pobres y afligidos».
Carta Apostólica de Beatificación:

Nos, acogiendo el deseo de Nuestro Hermano Francisco Javier Martínez Fernández, Arzobispo de Granada, así como de otros muchos hermanos en el Episcopado y de numerosos fieles, después de haber consultado el parecer de la Congregación para las Causas de los Santos, con Nuestra Autoridad Apostólica, concedemos que el Venerable Siervo de Dios Leopoldo de Alpandeire, de la Orden de los Hermanos Menores Capuchinos, que testimonió el misterio de Jesucristo crucificado con el ejemplo y la palabra, al ritmo humilde y orante de la vida cotidiana y compartiendo y aliviando las preocupaciones de los pobres y afligidos, de ahora en adelante pueda ser llamado Beato y que se pueda celebrar su fiesta en los lugares y, según las normas establecidas por el Derecho, el 9 de febrero de cada año, día de su nacimiento para el cielo.
En el nombre del Padre y del Hijo y del Espíritu Santo.
Dado en Roma, junto a San Pedro el día 8 de septiembre del año del Señor 2010, sexto de Nuestro Pontificado.
Benedictus, PP. XVI